# Église allemande (Stockholm)
Pour les articles homonymes, voir Église allemande.
L'église allemande (Tyska kyrkan) est une église située dans la vieille ville de Stockholm en Suède. Elle a été bâtie au XVe siècle, à l'époque de la ligue hanséatique.

## Histoire
Le bâtiment de l'église était à l'origine, pendant l'apogée médiévale de Hanovre, la maison de la guilde de Sainte-Gertrude pour les marchands allemands. La maison de la guilde possédait un bâtiment avec une salle de banquet à l'emplacement de l'église actuelle. Les offices étaient célébrés dans une chapelle séparée de la grande église voisine. Dans le cadre de la Réforme, l'hôtel de ville de St Gertrude fut transféré à la Couronne et finalement utilisé comme lieu de culte. Les vestiges de la maison des guildes sont conservés sous l'église sous la forme de voûtes de cave. Dans les années 1570, l'hôtel de ville a été transformé en église. Dans les années 1580, l'hôtel de ville de St Gertrude a été transformé en église. Une extension a été faite à l'ouest, les premières voûtes ont été construites. Enfin, en 1613-1618, la première tour de l'église fut érigée, conçue par l'architecte Hubert de Besche. Cette première phase de construction s'est achevée en 1618. 

## L'incendie de 1878
La tour de l'église allemande a brûlé à plusieurs reprises. Dans la nuit du 2 septembre 1625, la tour a pris feu à deux reprises, mais le feu a été éteint et l'église a été sauvée. En 1829, le même phénomène s'est reproduit, évitant cette fois une catastrophe majeure. Le 7 octobre 1878, à 2 h 15 du matin, on découvrit que l'église allemande avait de nouveau pris feu. L'incendie est combattu à l'aide de deux extincteurs à vapeur. Malgré les efforts déployés, la tour étroite du XVIIe siècle, haute de 70 mètres, n'a pu être sauvée et la flèche s'est effondrée, en partie dans le Tyska brinken et en partie sur le toit de l'église. Les cloches de l'église sont tombées sur la voûte de l'église, qui a tenu bon. Le toit de l'église a également pris feu et, grâce à la voûte stable et ignifugée, le feu n'a pas pu atteindre l'intérieur de l'église. Les pompiers de Stockholm, qui venaient d'être créés, ont réussi à circonscrire l'incendie au bâtiment lui-même.
En 1886, l'église a été dotée de sa tour actuelle de 96 mètres avec sa flèche haute et élancée. L'architecte était Julius Carl Raschdorff de Berlin, qui était également l'architecte du Berliner Dom. La structure a été construite avec une charpente métallique moderne pour l'époque. La tour de l'église allemande est le point le plus élevé de la vieille ville et un élément marquant du paysage urbain de Stockholm. Dans le cadre d'une rénovation de grande envergure en 1910-1912, le sommet de la tour a été recouvert d'une nouvelle feuille de cuivre. En 2005-2006, la plaque de cuivre de la tour a été à nouveau rénovée. 